# Юнли
Чжу Юлан (кит. упр. 朱由榔, пиньинь Zhū Yóuláng, ноябрь 1623, Пекин — май или июнь 1662, Куньмин) — 3-й великий князь Гуй (Гуй-ван) (1646), последний (6-й) император (эра Юнли, Вечное Долголетие, 1646—1662) китайской династии Мин. Более строго, его — как и его нескольких недолговечных предшественников, провозглашённых (или провозгласивших себя) императорами после захвата Пекина и северного Китая империей Цин в 1644 г. — обычно причисляют не к династии Мин как таковой, а к так называемой династии Южная Мин, поскольку их власть признавалась лишь в отдельных частях центрального и южного Китая.

Маршрут императора Юнли, с коронации в Чжаоцине (конец 1646) до выдачи из Бирмы в Цинскую империю (начало 1662)

Чжу Юлан был провозглашён императором в конце 1646 года в Чжаоцине (провинция Гуандун), и провел следующие 12 с половиной лет, кочуя по юго-западным провинциям Китая, пока воевавшие на его стороне войска (многие из которых были в прошлом анти-минскими повстанцами) с переменным успехом отражали цинские наступления, а иной раз и сами переходили в контрнаступление. С прибытием превосходящих сил У Саньгуя в Юньнань в 1659 году был вынужден бежать в Бирму, откуда два с половиной года спустя был выдан Цинам и казнён. С его смертью закончился период организованного сопротивления минских лоялистов в материковом Китае, хотя перешедшие на Тайвань силы наследников Чжэн Чэнгуна продолжали воевать с Цинской империей под Минским флагом ещё два десятилетия.
Ввиду «партизанского» характера эры Юнли, закончившейся уничтожением императора и большинства приближённых к нему лиц, и последовавшего вскоре мятежа трёх феодалов, официальных документов и достоверных мемуаров этого периода сохранилось мало. Историки описывают деятельность Чжу Юлана и его двора на основе разрозненных воспоминаний разной степени достоверности. Поэтому даты и детали событий, содержащиеся в разных источниках, нередко разнятся.

## Биография

### Выходец из императорского рода

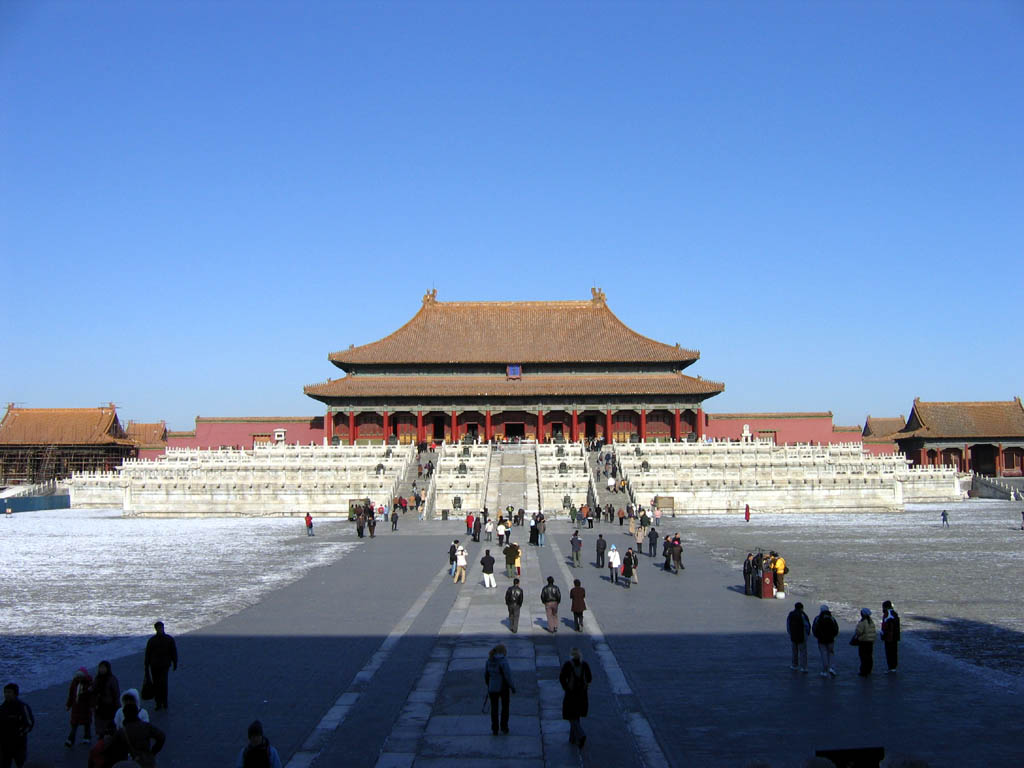
В пекинском Запретном городе, где родился отец Чжу Юлана

Чжу Юлан родился в семье, представители которой правили китайской Империей Мин уже более 250 лет. Его дед,
Чжу Ицзюнь процарствовал в Пекине 48 лет (1572—1620) как император Ваньли, а бабушкой была императорская супруга второго класса по фамилии Ли (李). Отец Чжу Юлана, 朱常瀛 (1601—1644 или 1645), был седьмым сыном императора.
Четвёртый сын великого князя Гуйского (Гуй-вана) Чжу Чанъина (1594—1645). В 1646 г. после смерти своего старшего брата Чжу Юсюаня Чжу Юлан стал новым великим князем Гуй (Гуй-ваном).
В отличие от многих других императорских династий в мировой истории (напр., российские Романовы, или сменившая Мин маньчжурская династия Цин), в минской династии, как правило, не было принято назначать императорских родственников на какие-либо гражданские или военные руководящие должности. Чтобы предотвратить потенциальную угрозу правящему императору от возможных претендентов на трон (ср., к примеру, свержение второго императора минской династии, Чжу Юньвэня его дядей Чжу Ди в 1402 г.), императорским братьям и прочей родне давались поместья в достаточно удалённых от Пекина частях страны, где им и полагалось жить, не вмешиваясь в политику. Не был исключением и Чжу Чанъин, который в 1627 г. был титулован Великий князь  Гуйский (кит. упр. 桂王, пиньинь Guì  Wáng, палл. Гуй-ван) и определён на жительство в Хэнчжоу (ныне Хэнъян), в Хунане
Матерью Чжу Юлана была наложница Чжу Чанъина по фамилии Ма, но по тогдашней традиции главная жена князя, по фамилии Ван, считалась «официальной» матерью всех его детей.
Хотя Империя Мин и являлась одним из величайших государств мира, дела там к моменту рождения Чжу Юлана шли не слишком хорошо. Несмотря на тяжесть налогов, разорявших крестьянство, из-за растрат и расходов на разного рода титулованных тунеядцев средства не доходили до армии, солдаты часто существовали лишь на бумаге, а не в реальных рядах войска. Уже в 1620-х годах чжурчжэни, жившие вдоль северо-восточной границы империи, полностью захватили провинцию Ляодун, создав там империю Поздняя Цзинь, которое они вскоре переименовали в Империю Цин, а себя — в маньчжуров. На сторону Цинской империи перешло и немало китайцев. Крестьяне по всему Китаю вступали в ряды бандформирований или повстанческих отрядов. Один из таких отрядов, принадлежащий к армии Чжан Сяньчжуна, в 1643 году захватил и Хэнчжоу, отчего княжеской семье пришлось бежать на юг, в провинцию Гуанси (г. Учжоу).

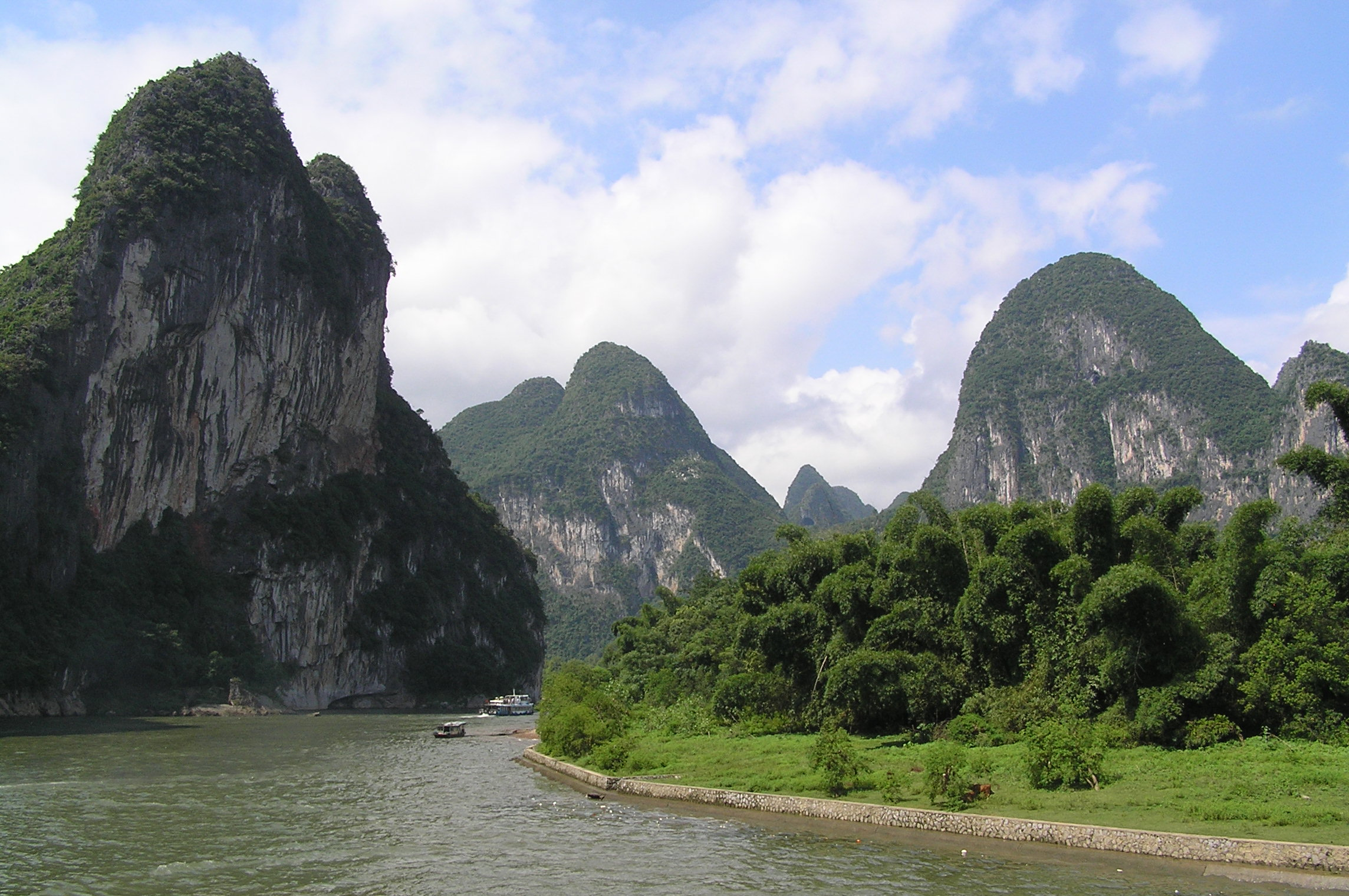
На Лицзян близ Гуйлиня. Император Юнли проплывал здесь весной 1647 г., во время эвакуации в Гуйлинь и Цюаньчжоу

Весной 1644 г., повстанцы Ли Цзычэна без боя вступили в Пекин. Войдя в Запретный город, они обнаружили, что императорская казна пуста, а сам император Чунчжэнь (Чжу Юцзянь, двоюродный брат Чжу Юлана) повесился на задворках дворца. Вскоре последний минский генерал, обладавший гарнизоном с реальной силой — У Саньгуй, в крепости Шаньхайгуань на Великой стене — открыл ворота маньчжурам; цинские войска, с помощью У Саньгуя, изгнали Ли Цзычэна из Пекина, и Пекин стал новой столицей Цинской империи.
В результате гибели законного минского императора несколько членов дома Чжу, жившие в центральной и южной части страны, были один за другим провозглашены императорами. Их правление, сначала в Нанкине, потом в Фучжоу, оказалось недолгим — ни в финансовом, ни в организационном, ни в военном отношении их режимы не представляли значительной силой, и один за другим сметались цинскими армиями (которые теперь до значительной степени состояли из китайцев) за один сезон.
После гибели первого и второго «южноминских императоров» (6 октября 1646 в Фучжоу был взят в плен и казён Чжу Юйцзянь, правивший там около года как император Лунъу), Чжу Юлан, согласно мнению его окружения о порядке престолонаследия, получил законные права на минский трон. К этому времени он уже
унаследовал титул Великого князя Гуйского, как самый старший из живших на тот момент сыновей Чжу Чанъина (его старший брат Чжу Юсюань (朱由楦) умер вскоре после смерти отца).
Вокруг семьи молодого великого князя к этому времени уже собрался значительный антураж из местных руководителей, сохранявших верность минской династии. К этому времени иезуиты уже более полувека вели активную деятельность в южном Китае, поэтому неудивительно, что многие видные лица из окружения великого князя были христианами; в их числе были губернатор Гуанси Цюй Шисы (瞿式耜, Qú Shìsì) и воинский начальник той же провинции Цзяо Лянь, а также главный евнух и церемониймейстер князя, Пан Тяньшоу (в крещении Ахиллес). При их помощи в 1645 году в ставку князя прибыл из Вьетнама австрийский иезуит Андреас Вольфганг Коффлер (Andreas Wolfgang Koffler, 1603—1651), вскоре заслуживший доверие великокняжеского (а затем императорского) двора.

### Император на окраине империи

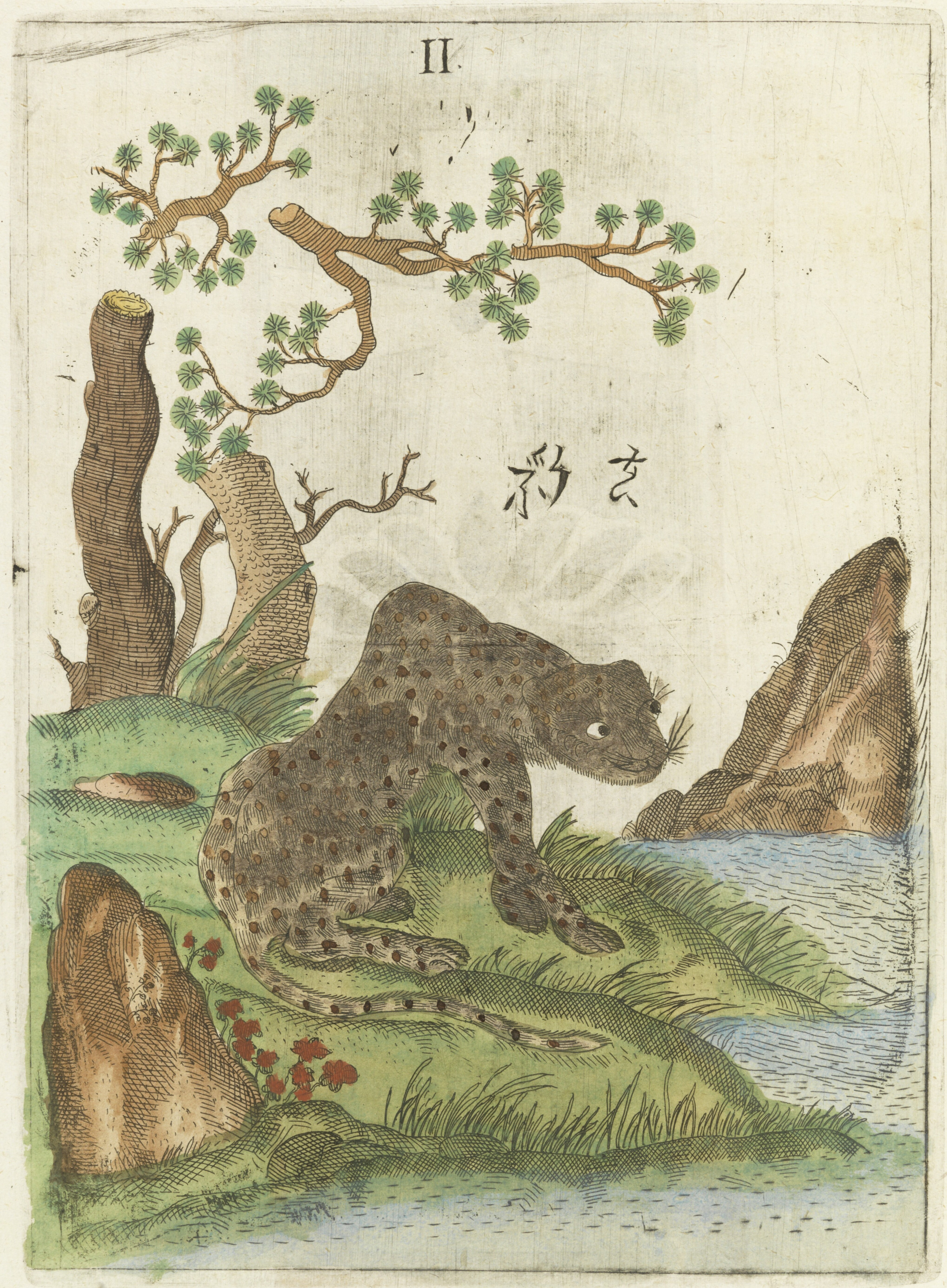
В отличие от большинства минских императоров, редко выбиравшихся за пределы Запретного города, Чжу Юлану пришлось пересечь, на лодке или в повозке, джунгли 5 южных китайских провинций и соседней Бирмы. (Зарисовка Бойма)

Хотя молодой аристократ не имел до того какого-либо политического опыта, и к тому же страдал астмой, под давлением своего окружения он согласился принять императорский титул, и 24 декабря 1646 г. в Чжаоцине (провинция Гуандун) Чжу Юлан был провозглашен императором, под девизом царствования (календарной эрой) «Юнли» (кит. трад. 永曆, упр. 永历, пиньинь Yǒnglì) Утверждается, впрочем, что и после его воцарения его «официальная мать» Ван — теперь, «Главная вдовствующая императрица» (тогда как Ма стала просто «вдовствующей императрицей») — продолжала играть центральную роль в его дворе.
Чжу Юлан, впрочем, не был единственным претендентом на минский престол. Лишь за несколько дней до его коронации в Чжаоцине,
младший брат убитого маньчжурами Чжу Юйцзяня, Чжу Юйюэ (朱聿鐭, которому удалось бежать из Фуцзяня в Гуандун, был провозглашён в Гуанчжоу императором Шаоу.
Между двумя южноминскими императорами началась гражданская война, в которой одолевал Шаоу, одержав значительную победу над силами Юнли близ г. Саньшуй (7 января 1647 г.). Но тут маньчжуры под командованием Чэндуна пришли в Гуандун (т. н. Первое цинское вторжение в Гуандун), и разгромили силы обоих соперничающих минских императоров. Шаоу совершил самоубийство, чтобы избежать пленения (январь 1647 г.). А избавленный таким образом от конкурента император Юнли со своим двором смог эвакуироваться из Чжаоцина (взятого маньчжурами 20 февраля 1647 г.) в Учжоу и затем в Гуйлинь (на севере пров. Гуанси) — благо, расположение Чжаоцина к западу от Гуанчжоу, в низовьях Западной реки, в бассейн которой входит почти вся провинция Гуанси, облегчала возможность отступления практически в любую точку этой провинции с использованием водного транспорта.
Весной 1648 г. верные императору Юнли силы смогли освободить Гуандун от маньчжурских оккупантов, и императорский двор вернулся в Чжаоцин. В этом же году иезуит Коффлер окрестил Главную вдовствующую императрицу Ван, которая стала известна как Елена Ван; вдовствующую императрицу Ма, ставшую Марией; императрицу Анну Ван; и наследника престола Чжу Цусюаня, родившегося около 1646 г., и ставшего в крещении Константином (Dangding, Дандин) — надо полагать, не без мысли о св. Елене и Константине. Крещение членов императорского дома, вести о котором поступили в Европу в 1650 г., произвело там сенсацию. Интересно, однако, что китайские источники о нём не сообщают. Многочисленные придворные также приняли крещение.

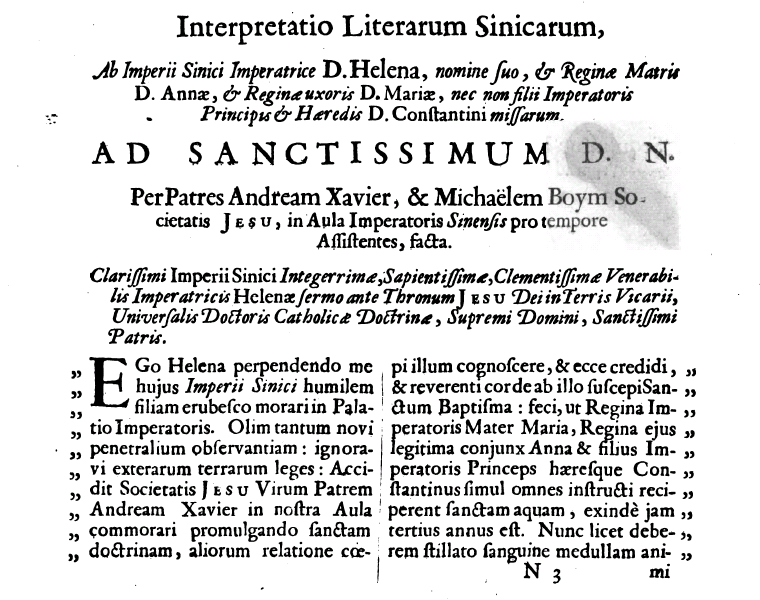
Часть письма Главной вдовствующей императрицы Елены, от своего имени и имени других императриц и наследника Константина, Римскому папе. Латинский перевод Бойма

Хотя к этому времени иезуиты в Пекине или Ханчжоу уже перешли на сторону установившейся там цинской власти, иезуиты, базировавшиеся на юге Китая (в Гуанчжоу и в Макао), продолжали работать с минскими лоялистами, и португальские власти в Макао занимали достаточно осторожную позицию. В октябре 1648 г. император отправил двух или трёх христиан из своего окружения в Макао с дарами для тамошней церкви, и в ответ также получил подарки от португальцев, включая оружие. Вскоре он послал в Макао самого Коффлера, просить о военной помощи, и в январе 1649 г. португальцы прислали в Чжаоцин 300 солдат с двумя пушками. Весной того же года вице-провинциал Ордена иезуитов по Южном Китаю Альваро Семедо лично посетил императора в Чжаоцине, и по возвращении в Гуанчжоу (апрель 1649) направил польского иезуита Михала Бойма ко двору Юнли, на помощь Коффлеру.
К началу 1650 г., однако, военное положение вновь ухудшилось для минской стороны, и в феврале 1650 г. двор Юнли, вместе с Боймом, отступил вверх по реке в Учжоу. В начале ноября (видимо, ещё в Учжоу), Главная вдовствующая императрица Елена Ван и главный евнух Ахиллес Пан написали письма к Папе римскому и генералу ордена иезуитов со слезной просьбой о помощи против цинских завоевателей. Бойм взялся доставить послания по назначению, и замолвить слово за беглого императора перед святейшим престолом. Вместе с Боймом Ахиллес отправил в Рим двух молодых придворных-христиан, но один из них, Иосиф Го (кит. упр. 郭若习, пиньинь Guō Ruòxí, палл. Го Жоси) вскоре заболел и вернулся домой. Другой же, Андрей Чжэн (кит. упр. 郑安德勒, пиньинь Zhèng Āndélè, палл. Чжэн Андэлэ), добрался с Боймом до Рима, и в 1659 г. вернулся с ним в Китай.
В ноябре того же года, после падения Гуанчжоу, императорский двор продолжил путь на запад, эвакуировавшись в Наньнин, столицу провинции Гуанси. Тем временем Коффлер выбрался из взятого цинскими войсками Гуанчжоу и попытался проникнуть в Гуанси к императору, но был по дороге убит маньчжурами.

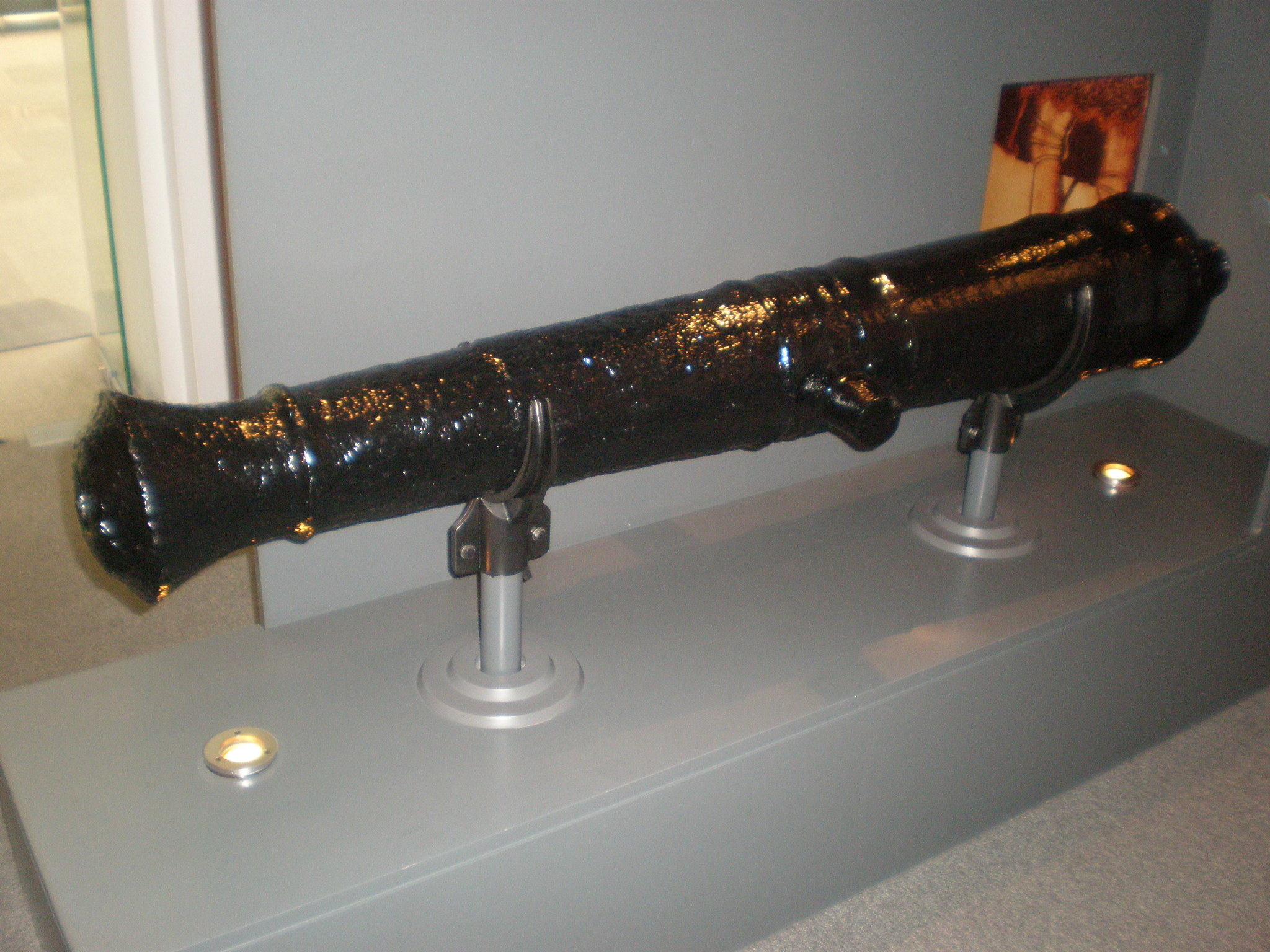
Пушка, отлитая сторонниками Юнли ок. 1650 г

Летом 1651 г. Главная вдовствующая императрица Елена Ван умерла в Наньнине, и в октябре императору Юнли с матерью, женой, двумя наложницами, детьми и двором пришлось бежать от наступающих маньчжуров на север, в Гуйчжоу.

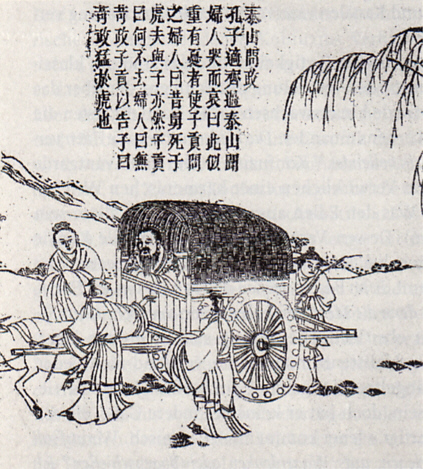
Путешествующий Конфуций, в представлении художника минской эпохи. Скорее всего, Чжу Юлан располагал подобными же транспортными средствами

После бегства из Наньнина главной военной силой, остававшейся (хотя бы номинально) на стороне минского императора, стали остатки бандитско-повстанческих сил того самого Чжан Сяньчжуна, который в предшествующем десятилетии терроризировал минские власти в центральном Китае. Сам Чжан Сяньчжун был убит в стычке с цинскими войсками в 1647 г., вскоре уничтожившими его кровавый режим (т. н. «Великое Западное Государство» в Сычуани).
Когда войска У Саньгуя, продолжавшего работать на своих цинских хозяев, вошли в Сычуань в 1651 г. для зачистки территории, уцелевшие подручные Чжана, Ли Динго, Лю Вэньсю и Сунь Кэван отвели свои отряды на юг, в Юньнань и Гуйчжоу. Сунь Кэван и раньше предлагал Чжу Юлану свою поддержку, при условии, что его пожалуют в великие князья Минской империи, но тогда Чжу Юлан отвергнул это предложение, мотивируя это тем, что Сунь Кэван не императорской крови. Но в 1651 г. минскому императору, спасавшемуся от цинского наступления, не оставалось ничего делать, как принять поддержку Сунь Кэвана. В результате император оказался ещё в менее выигрышной ситуации: с марта 1652 г. бывший бандит, сделавшийся великим князем, держал императора под контролем своих подручных в Аньлуне в глухом уголке юго-западного Гуйчжоу, недалеко от границы с Гуанси и Юньнанем, а сам же утвердился в столице провинции, городе Гуйян как фактический глава государства.
Император пытался связаться с другим бывшим Чжан-Сяньчжуновским генералом, Ли Динго, чтобы тот освободил его от опеки Суня; прознав об этих планах императора, весной 1654 г. Сунь Кэван послал комиссию в Аньлун, проведшую расследование анти-Суньской деятельности при дворе императора, и казнившую 18 членов императорской свиты.

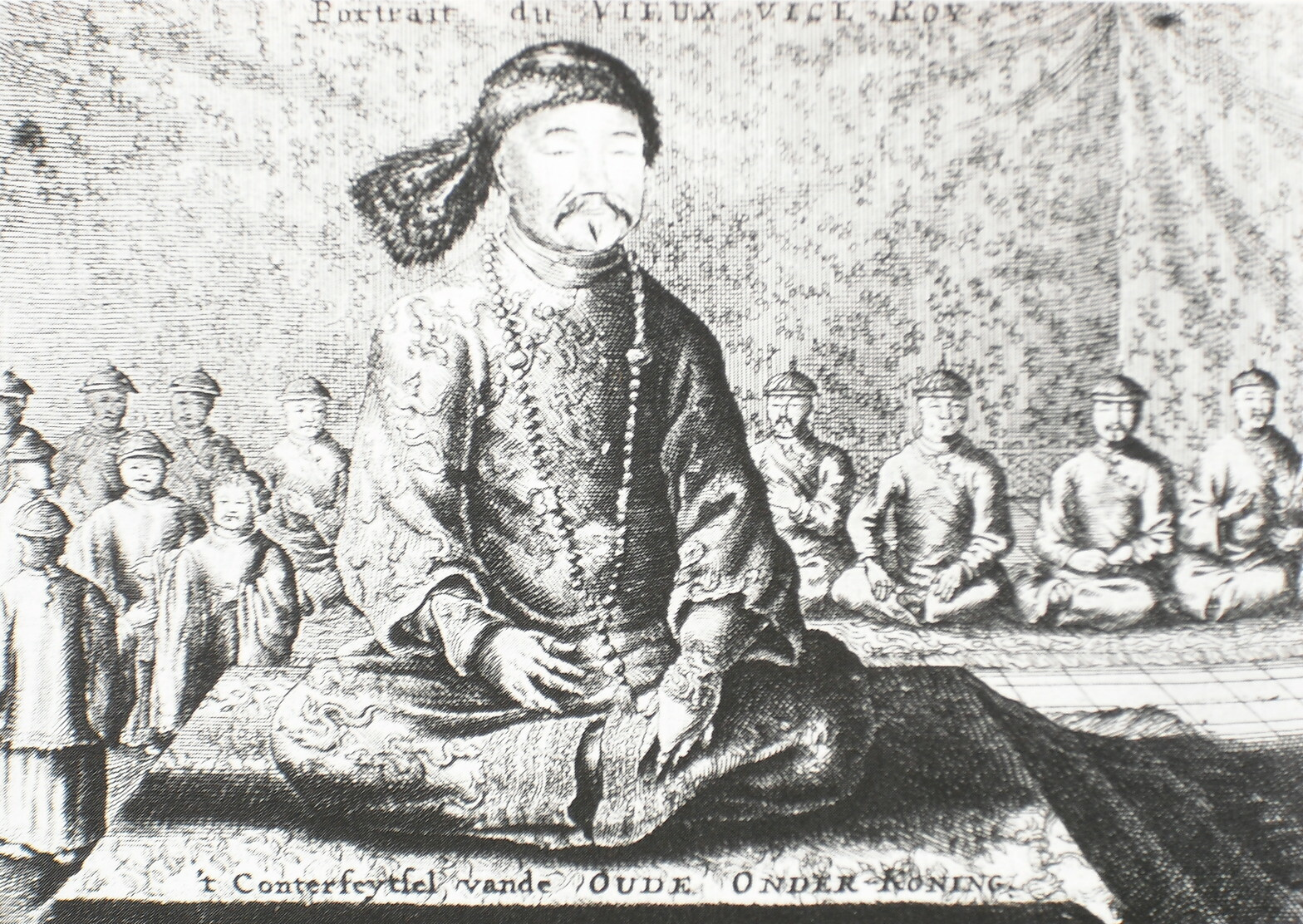
Шан Кэси, цинский генерал-губернатор Гуандуна

Ли Динго тем временем достаточно успешно воевал за минского императора против цинов. В декабре 1654 г. его 40-тысячная армия даже смогла осадить Гуанчжоу, в надежде взять крепость измором. Ли надеялся, что на помощь ему приплывет флот Чжэн Чэнгуна. Но вместо этого на помощь осажденному в крепости цинскому генерал-губернатору Шан Кэси прибыло маньчжурское подкрепление, и в марте 1655 г. Ли пришлось отступить в Гуанси.
Только в 1656 г. Ли Динго наконец избавил императора от контроля Сунь Кэвана, за что и был пожалован в Великие Князья Цзиньские, то есть официально стал вторым после императора человеком в «империи». В 1656 г. двор Юнли, под охраной Ли Динго, прибыл в столицу Юньнани, Куньмин, и смог на некоторое время достаточно стабильно обосноваться там. Князь Му Тяньбао, наследник рода Му, владетельствующего в Юньнани ещё со времен одного из основателей минской империи, Му Ина, стал одним из главных лиц в правительстве Юнли. Известно даже, что в том же году императорский двор набрал около 20 мальчиков для работы евнухами в императорских покоях.

### Изгнание
Стабильному существованию режима Юнли в Куньмине пришел конец в январе 1659 года, когда, сметя сопротивление сил Ли Динго, в Куньмин вошли войска знаменитого У Саньгуя, того самого китайского генерала, который за 15 лет до того открыл маньчжурам дорогу в Китай. В апреле 1659 г. на бирманской границе Чжу Юлан расстался с Ли Динго, который остался на китайской земле во главе большей части уцелевших минских сил, в надежде отвоевать у цинов достаточно большой кусочек Китая, куда мог бы вернуться император. Сам же император Юнли, вместе с Му Тяньбао и несколькими тысяч человек свиты и охраны вошёл в Бирму, и перевалив через заселённые полунезависимыми племенами горы, достиг первого бирманского города, Бамо, на реке Иравади.
Китайцы смогли захватить у местных жителей около сотни лодок, на которых император со своим двором и часть его войск стали сплавляться к тогдашней столице бирманского королевства, Аве. Остальные же войска (около 800 человек, под командованием генерала по фамилии Пань), пошли к столице сухим путём, но по дороге были все перебиты бирманцами.

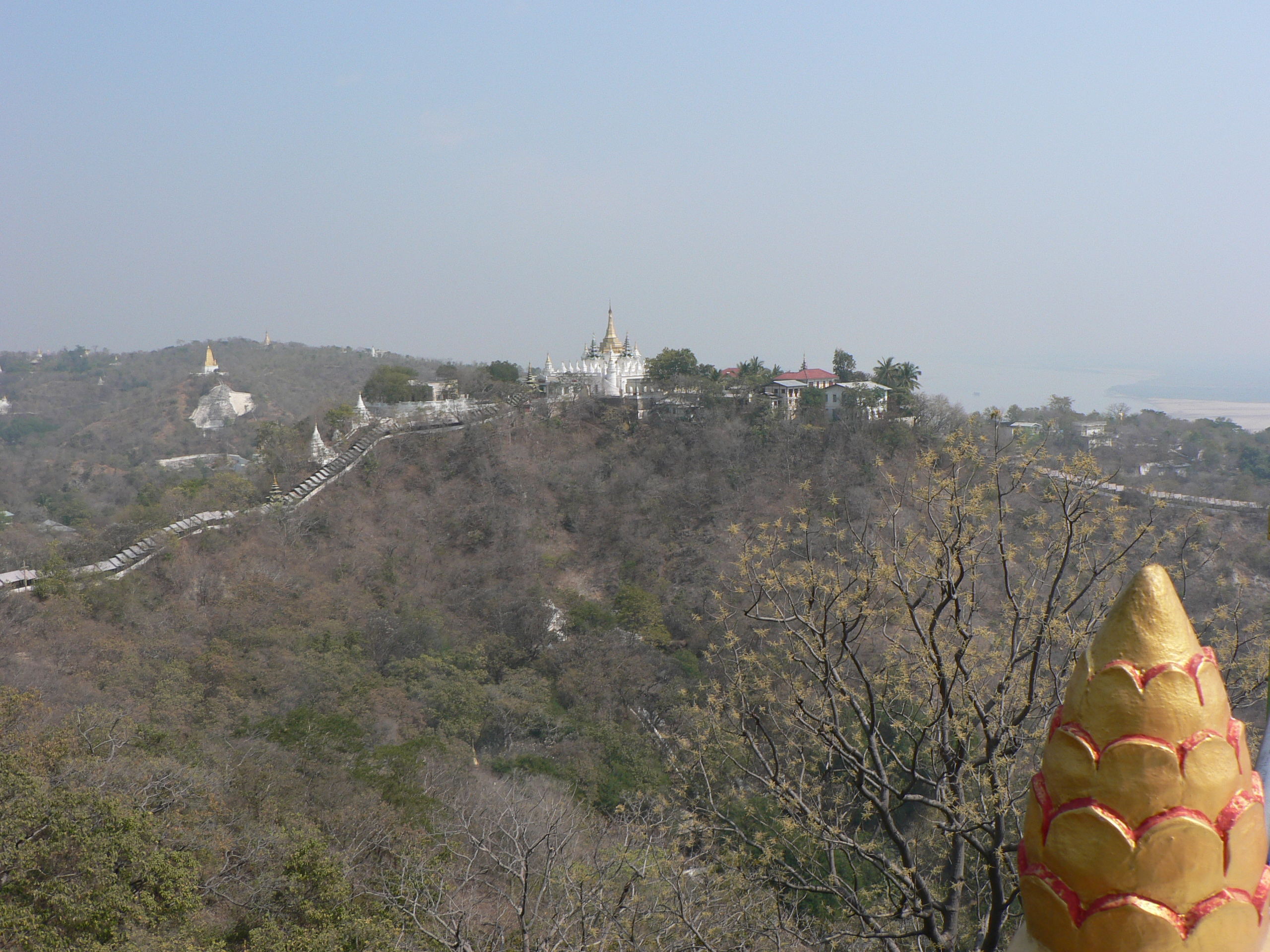
Сикайн, современный вид

Примерно в это же время Михал Бойм и Андрей Чжэн вернулись в юго-восточную Азию с папским ответом на письма императрицы и евнуха. Папа обещал молиться за императорскую семью, но не обещал какой-то конкретной помощи — а португальцы в Макао, так же, как и голландцы, тоже посещавшие Китай, давно уже признали цинскую династию как новое законное правительство всей страны. Попытки Бойма проникнуть вглубь Китая и отыскать императора-партизана не увенчались успехом, и 22 июня 1659 г он умер где-то в джунглях у китайско-вьетнамской границы, и был похоронен Чжэном.
Бирманский король Пиндале был, видимо, вовсе не в восторге от неожиданных гостей, прибывших в его столицу, но не стал пытаться истребить или изгнать их. Император и его двор были интернированы в посёлок Сикайн, через реку от Авы. Китайцы провели там более двух лет. В августе 1662 г. недавно сменивший Пиндале новый бирманский король, Пьемин, видимо, решил избавиться от проблем, связанных с присутствием беглого императора на его территории. Его многотысячное войско с боевыми слонами окружило минский лагерь и в неравном бою перебило практически всех китайцев (несколько тысяч человек, согласно мемуарам Ян Дэцзэ), оставив в живых лишь императорскую семью (Чжу Юлан, его мать, жена, две наложницы, наследник Константин и принцесса), юного евнуха Ян Дэцзэ и несколько почти случайно выживших офицеров и придворных.
В самом конце 1661 г. не дождавшиеся ответа из Бирмы на свои запросы о выдаче беглого императора У Саньгуй и маньчжурский князь Айсинга вошли из Юньнани в Бирму, и, преодолев сопротивление ещё действующих в приграничных районах сил Ли Динго, к 20 января 1662 г подошли на 30 км к Аве. Через несколько дней бирманский конвой передал царственных пленников цинским войскам, которые после трехмесячного пути доставили их в Куньмин.

### Смерть императора
14 апреля 1662 г. цинские регенты в Пекине получили сообщение из Куньмина от У Саньгуя и маньчжурского генерала Айсинги о поимке беглого минского императора. Не существует документального подтверждения об отдаче цинским двором приказа о казни Чжу Юлана; однако историки полагают, что ни У Саньгуй, ни Айсинга не осмелились бы казнить его по собственной инициативе. С другой стороны, У Саньгуй и Айсинга и сами вряд ли бы хотели долго держать пленного императора в Куньмине (учитывая то, что за несколько недель его содержания там был раскрыт, по крайней мере, один заговор в рядах цинского гарнизона, направленный на его освобождение), или отправлять его через всю страну в Пекин (ввиду далеко не полного цинского контроля над дорогами). Как бы то ни было, источники сходятся на том, что во второй половине мая или в июне 1662 г. император, наследник Константин (которому тогда было около 16 лет) и, возможно, ещё один юноша из числа императорских родственников были удавлены, или же их заставили удавиться.
Ли Динго, отряд которого так и не смог вызволить императора из рук бирманцев и цинов, погиб на юге Юньнани, близ лаосской границы через несколько месяцев после казни императора (вероятно, в августе 1662 г.).
Мать казнённого императора Мария Ма, его вдова Анна Ван, дочь-принцесса и евнухи были отправлены в Пекин. Когда Анна узнала, что её и принцессу собираются отдать замуж, она перерезала себе горло осколком фарфоровой вазы. Мать императора дожила до 92 лет, а два года спустя умерла и принцесса. Евнух Ян Дэцзэ схоронил их одну за другой.

## Память о императоре и его семье
Возле предполагаемого места смерти Чжу Юлана установлен (точнее, уложен) памятник.
Могила принцессы Аньхуа (安化郡主), 16-летней полной сестры Чжу Юлана, которая заболела и умерла во время скитаний императорского двора в Юньнани (в 1652 г. на пути из Наньнина в Аньлун), сохранилась в уезде Гуаннань округа Вэньшань, и охраняется государством. Возле неё возведен мемориальный павильон.

### Комментарии
1. ↑  Даты в источниках, приводимых в Struve, 1986, варьируются с 19 мая по 11 июня. Струве считает, что все из них могут быть хронологически возможными.
2. ↑  Линн Струве в Struve, 1986 дает сравнение данных о казни Чжу Юлана из 4 наиболее достоверных источников, известных историкам: воспоминаний императорского евнуха Ян Дэцзэ (при изданиях которых во время цинской династии по цензурным соображениям изымалась вся информация о казни, но полная рукопись, которая имеется в пекинских архивах); две книги воспоминаний выживших соратников беглого императора (которые сами не присутствовали в Куньмине во время казни); и наконец книга Лю Цзяня, который сам жил гораздо позже, но наслышался о событиях того периода от своего отца, Лю Куня, который был назначен на работу в Куньмин вскоре после казни Чжу Юлана, и, надо полагать, был проинформирован о событиях их очевидцами.
3. ↑  В тот период Хунань и Хубэй ещё были одной провинцией, Хугуан.
4. ↑  На самом деле последний иероглиф в имени Чжу Юйюэ есть не 鐭, а похожий на него редкий иероглиф 𨮁, который отсутствует в большинстве современных шрифтов. Он пишется как комбинация [金粵] (см U+028B81 in Unihan database Архивная копия от 19 сентября 2017 на Wayback Machine, и словари, напр., zdic.net Архивировано 22 февраля 2013 года., дают ему произношение «yuè»
5. ↑  Что, видимо, и имел в виду Кирхер (1667), несколько упрощая семейное положение минского императора, и упоминая «китайского императора Константина и его мать Елену, недавно обращенных в христианскую веру австрийским отцом Коффлером». («… Р. Michaël Boimus Polonus, qui à Rege & Imperatore Sinarum Constantino, ejusque Matre Helena, ad Christianam fidem operâ P. Andrea Xaverii Koffler Austriaci recens conversâ , ad Innocentium X Romam missus, admiranda, & posterorum memoria dignissima contulit…») (Первая страница обращения к читателям, «Proœmium ad Lectorem»)
6. ↑  Молодой цинский император Шуньчжи недавно умер от оспы, и в Пекине от имени малолетнего императора Канси заправляли четверо регентов
7. ↑  Aisingga или Aisinga; кит. упр. 爱星阿, пиньинь àixīng'ā
8. ↑  То есть дочь Чжу Чанъина от наложницы Ма (как и сам Чжу Юлан), а не от какой-либо другой жены или наложницы